# Jan Antonowitsch Bersin

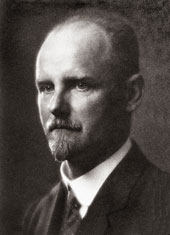
Jan Bersin

Jan Antonowitsch Bersin (russisch Ян Антонович Берзинь, lettisch Jānis Bērziņš; * 29. Septemberjul. / 11. Oktober 1881greg. im Ujesd Wenden, Gouvernement Livland, Russisches Kaiserreich; † 29. August 1938 in Moskau) war ein sowjetischer Politiker und Diplomat lettischer Herkunft.

## Leben
Jānis Bērziņš wurde als Sohn einer lettischen Bauernfamilie geboren. Er schloss 1901 die Ausbildung am Ritterschaftlichen Parochiallehrer-Seminar zu Livland in Riga ab und arbeitete danach als Lehrer. 1902 schloss er sich der Sozialdemokratischen Arbeiterpartei Russlands (SDAPR) an. Er wurde mehrmals verhaftet und verbannt und hielt sich zeitweilig im Exil auf. Von 1906 bis 1907 war er Sekretär des Petersburger Komitees der SDAPR und 1907 Delegierter des V. Parteikongresses.
1915 nahm er für die Sozialdemokratische Partei Lettlands, deren Organ Cīņa (Der Kampf) er zeitweilig herausgab, an der Zimmerwalder Konferenz teil. Danach arbeitete er als Journalist in den USA. 1917 wurde er – als Jan Antonowitsch Bersin, so die russische Namensform, die er fortan verwendete – Mitglied des Zentralkomitees der Lettischen Sozialdemokratischen Partei und wurde auf dem VI. Parteikongress der SDAPR (b) im August 1917 in deren Zentralkomitee gewählt. Diese vertrat er auch auf dem II. Allrussischen Sowjetkongress während der Oktoberrevolution.
Von Mai bis November 1918 leitete er die politische Delegation der Bolschewiki in der Schweiz, neben Schweden eine der ersten Vertretungen Sowjetrusslands im Ausland, bis er (zusammen mit dem sowjetischen Generalkonsul Iwan Salkind) vom Schweizer Bundesrat ausgewiesen wurde. Von Januar bis Mai 1919 gehörte er der kommunistischen Regierung Lettlands als Volkskommissar für Bildung an. Anschließend diente er bis Juni 1920 als Sekretär des Exekutivkomitees der Kommunistischen Internationale (EKKI). Er war 1920 am Zustandekommen des Friedens von Dorpat beteiligt und vertrat ab Februar 1921 die Interessen Sowjetrusslands in Finnland. Im gleichen Jahr wurde er stellvertretender Leiter der diplomatischen Mission in Großbritannien. Im Juni 1925 wurde er als Nachfolger Adolf Joffes bevollmächtigter Vertreter der Sowjetunion in Österreich. 1927 wurde er von Konstantin Jurenew abgelöst.
Anschließend wurde er Bevollmächtigter des Außenkommissariats beim Rat der Volkskommissare der Ukrainischen SSR und Mitglied des ZK der Kommunistischen Partei der Ukraine. Von 1929 bis 1932 war er stellvertretender Leiter der Kommission für die Veröffentlichung diplomatischer Dokumente. Ab 1932 leitete er die Zentrale Archivverwaltung der UdSSR und war Herausgeber der Zeitschrift „Rotes Archiv“. Im Dezember 1937 wurde er im Zuge der Lettischen Operation des NKWD während des Großen Terrors verhaftet und im folgenden Jahr erschossen. Während der Tauwetter-Periode wurde er rehabilitiert.